# 1940 w filmie
Wydarzenia filmowe w 1940 roku.

## Wydarzenia
- 29 lutego – Hattie McDaniel, pierwsza Afroamerykanka, która zdobyła Oscara i jako pierwsza Afroamerykanka wzięła udział w uroczystości rozdania Oscarów, na którą została wprowadzona tylnymi drzwiami.
- kwiecień – były wicedyrektor generalny i szef reklamy koncernu Shell, Jack Bedington przejął depertament filmu w brytyjskim Ministerstwie Informacji. Brytyjski przemysł filmowy stracił w czasie II wojny światowej połowę swego personelu (pobór do wojska, rekwizycja studiów filmowych).
- 29 czerwca – Orson Welles w tajemnicy przed szefami RKO rozpoczął realizację filmu Obywatel Kane, mówiąc, że są to tylko zdjęcia próbne.

## Premiery

### Filmy polskie
- 31 maja - Sportowiec mimo woli
- 14 września - Złota maska
- 31 grudnia - Żołnierz królowej Madagaskaru

### Filmy zagraniczne
- Droga do Singapuru – reż. Victor Schertzinger, wyk. Bing Crosby, Bob Hope, Dorothy Lamour
- If I Had My Way – reż. David Butler, wyk. Bing Crosby, Gloria Jean
- Rhythm on the River – reż. Victor Schertzinger, wyk. Bing Crosby, Mary Martin, Basil Rathbone

## Nagrody filmowe
- Oskary
  - Najlepszy film – Rebeka
  - Najlepszy aktor – James Stewart – (Filadelfijska opowieść)
  - Najlepsza aktorka – Ginger Rogers – (Kitty Foyle)
  - Wszystkie kategorie: Oskary w roku 1940

## Urodzili się
- 1 stycznia:
  - Joanna Jędryka, polska aktorka
  - Anna Prucnal, polska aktorka i piosenkarka
- 22 stycznia – John Hurt, angielski aktor (zm. 2017)
- 17 lutego – Andrzej Kotkowski, polski reżyser (zm. 2016)
- 23 lutego – Peter Fonda, amerykański aktor (zm. 2019)
- 9 marca – Raúl Juliá, amerykański aktor (zm. 1994)
- 10 marca – Chuck Norris, amerykański aktor
- 26 marca – James Caan, amerykański aktor (zm. 2022)
- 25 kwietnia – Al Pacino, amerykański aktor
- 8 maja – Ricky Nelson, amerykański aktor, piosenkarz i gitarzysta (zm. 1985)
- 14 maja – Marta Lipińska, polska aktorka
- 1 czerwca – Barbara Kwiatkowska, polska aktorka (zm. 1995)
- 8 czerwca – Nancy Sinatra, amerykańska piosenkarka i aktorka
- 7 lipca – Ringo Starr (The Beatles)
- 13 lipca – Patrick Stewart, brytyjski aktor
- 3 sierpnia – Martin Sheen, amerykański aktor
- 26 sierpnia – Don LaFontaine, amerykański aktor głosowy (zm. 2008)
- 5 września – Raquel Welch, amerykańska aktorka
- 11 września:
  - Brian De Palma, amerykański reżyser
  - Mirosława Krajewska, polska aktorka (zm. 2023)
- 12 września – Linda Gray, amerykańska aktorka
- 22 września – Anna Karina, duńska aktorka (zm. 2019)
- 9 października – John Lennon (The Beatles), brytyjski muzyk, kompozytor, wokalista (zm. 1980)
- 22 listopada – Andrzej Żuławski, polsko-francuski reżyser (zm. 2016)
- 27 listopada – Bruce Lee, aktor kung-fu (zm. 1973)
- 1 grudnia – Richard Pryor, amerykański aktor (zm. 2005)